# Алари, Пьеррет
Пьеррет Алари (9 ноября 1921 — 10 июля 2011) — канадская оперная певица и музыкальный педагог XX века, колоратурное сопрано. Жена Леопольда Симоно.

## Биография
Пьеретт Алари родилась в семье Сильвы Алари, монреальского хормейстера и второго дирижера Канадского общества оперетты, и актрисы Аманды Алари. Её учителями пения и актерского мастерства были Жанна Мобор и Альбер Роберваль. В 14 лет она дебютировала как актриса, а затем как исполнительница поп-музыки. На оперной сцене дебютировала в 1938 году в театре Monument-National в эпизодической роли. В последующее десятилетие она поет Барбарину («Свадьба Фигаро», 1943), Мари («Дочь полка», 1945), Мирей в одноименной опере Гуно (1947), Розину («Севильский цирюльник», 1951) и Виолетту («Травиата», 1951).
В 1940 году, во время учебы у Сальватора Иссореля, Алари познакомилась с тенором Леопольдом Симоно, за которого вышла замуж в 1946 году. С 1943 по 1946 год она также училась у Элизабет Шуман в Кёртисовском институте в Филадельфии.
Выиграв радиоконкурс Метрополитен-опера, Алари впервые поднялась на сцену этого театра в 1945 году в «Бале-маскараде» Верди (дирижер Бруно Вальтер) и продолжала выступать там на протяжении трех сезонов. В 1949 году вместе с мужем она переезжает в Париж, где поет центральные партии в Опера-Комик. Они вместе выступают на фестивалях в Экс-ан-Провансе, Эдинбурге, Вене, Мюнхене, Баден-Бадене и Вюрцбурге. В Северной Америке Алари выступала в Филадельфии, Сан-Франциско, Новом Орлеане, Нью-Йорке, а в Канаде в Ванкувере и Торонто, а также на Монреальском фестивале. Её голос звучит в ряде радио- и телепостановок CBC с середины 50-х до середины 60-х годов. Среди её партий в составе Монреальской оперы — Блонда («Похищение из сераля»), Джульетта и Церлина («Дон Жуан»). Последние её выступления на оперной сцене относятся к 1966 году, когда она пела в «Веселой вдове» в Монреале и Квебеке, а последнее концертное выступление к 1970 году, когда она исполняла «Мессию» Генделя с МСО.
В 1972 году Алари с мужем и двумя дочерьми переезжает в Сан-Франциско, где преподает и занимается постановкой оперных спектаклей до 1982 года (с 1972 по 1977 год Алари также преподавала в Банфском центре высшего образования. С 1982 года они проживали в Виктории (Британская Колумбия), где основали академию Canada Opera Piccola. Муж Алари скончался в 2006 году, она пережила его на пять лет.

## Награды и премии
На протяжении певческой карьеры Алари критики отмечали её актерское мастерство и идеально сфокусированный и гибкий «хрустальный» голос. Начав с лирических партий, со временем она освоила и более драматический репертуар. Вместе с Леопольдом Симоно она стала в 1959 году первой обладательницей Приза Каликса Лавалле, которым награждают лучших квебекских музыкантов. В 1969 году она была произведена в офицеры ордена Канады, а в 1995 году в компаньоны, что является высшей степенью ордена Канады. В 1990 году она была удостоена французского ордена Искусств и литературы. Среди её наград также диплом Канадской конференции искусств и орден Квебека.